# Santtu Raitala
Santtu Raitala, född 18 november 1991 i Pihtipudas i Finland, är en finländsk travkusk och travtränare.
Han har kört över 15 000 lopp varav han vunnit över 2 000 lopp av dem. Han har vunnit storlopp både i Sverige och i sitt hemland Finland.
Bland annat har han vunnit Finlandialoppet (2020) med Zarenne Fas, tränad av Jerry Riordan.

## Biografi
2022 blev han den andra kusken i finsk historia att vinna över 400 lopp under ett år enbart Jorma Kontio hade lyckats med detta.

## Större segrar i urval
| År   | Lopp                  | Häst              | tränare         | Grupp   |
| ---- | --------------------- | ----------------- | --------------- | ------- |
| 2019 | Seinäjoki Race        | Atupem            | Antero Tupamäki | Grupp 1 |
| 2019 | Finskt Trav-Kriterium | Raskolnikov Frido | Markku Nieminen | Grupp 1 |
| 2020 | Finlandialoppet       | Zarenne Fas       | Jerry Riordan   | Grupp 1 |
| 2021 | Suur-Hollola-loppet   | Mas Champ         | Antti Ojanperä  | Grupp 1 |
| 2022 | Seinäjoki Race        | Willow Pride      | Markku Nieminen | Grupp 1 |
| 2022 | Nordic King           | Evartti           | Antti Ojanperä  | Grupp 1 |
| 2022 | E3 (korta)            | Dea Grif          | Jerry Riordan   | Grupp 1 |
| 2023 | St. Michel-loppet     | Hierro Boko       | Hannu Korpi     | Grupp 1 |
| 2023 | Elitkampen            | Evartti           | Antti Ojanperä  | Grupp 1 |
| 2024 | Suur-Hollola-loppet   | Main Stage        | Antti Ojanperä  | Grupp 1 |
| 2024 | Nordic King           | Evartti           | Antti Ojanperä  | Grupp 1 |